# USS PC-823
USS PC-823 – amerykański ścigacz okrętów podwodnych typu PC-461, jeden z 343 okrętów tego typu, w późniejszym czasie służył także we flocie południowokoreańskiej jako Pak Tu San (PC-701).

## Służba
Stępkę pod ścigacz położono 8 października 1943 w stoczni Leathem D. Smith Shipbuilding Corp. w Sturgeon Bay, okręt był wodowany 15 stycznia 1944 i wszedł do służby 24 lipca 1944 jako USS „PC-823”.  W końcowej fazie II wojny światowej służył na zachodnim Atlantyku.  11 lutego 1946 został wycofany ze służby i przekazany do dyspozycji komisji United States Maritime Commission.  18 maja 1948 przekazano go do akademii morskiej United States Merchant Marine Academy, gdzie służył jako statek szkoleniowy pod nazwą „Ensign Whitehead”.  Skreślony z listy okrętów, Naval Register, w czerwcu 1948.
We wrześniu 1949 okręt został zakupiony za datki zebrane przez marynarzy Marynarki Wojennej Republiki Korei, był to pierwszy znaczący okręt nowo powstałej Marynarki, wszedł do służby jako „Pak Tu San” (PC-701) – nazwa pochodzi od jeden ze świętych gór Korei Pektu-san.  W marcu 1950 w bazie Pearl Harbor zamontowano na nim uzbrojenie i na początku czerwca przybył do Chinhae w Korei Południowej.
W czasie patrolu w nocy 25 czerwca 1950 przechwycił i zatopił północnokoreański transportowiec z ok. 600 żołnierzami na pokładzie w czasie bitwy pod Pusanem.
„Pak Tu San” został wycofany ze służby 21 sierpnia 1960 i złomowany.

## Uzbrojenie
- Jako USS „PC-823”[1]
  - Armata uniwersalna 76,2 mm
  - 1 działko Bofors 40 mm
  - 3 działka Oerlikon 20 mm
  - Dwie wyrzutnie pocisków głębinowych Mousetrap
  - Cztery miotacze bomb głębinowych
  - Dwie zrzutnie bomb głębinowych
- Jako „Pak Tu San” (PC-701)[1]
  - Armata uniwersalna 76,2 mm
  - Sześć pojedynczych ciężkich karabinów maszynowych 12,7 mm